# 岩﨑洋介
岩﨑 洋介（いわざき ようすけ、1月7日 -）は、日本の男性声優。RME所属。千葉県出身。

## 出演
方言は富津弁（房州弁）。
趣味はゲーム。特技は篠笛、口笛。
太字はメインキャラクター。

### テレビアニメ
- NANA（2006年、男子生徒B）
- まじめにふまじめかいけつゾロリ（2006年、村人B）
- 殿といっしょ（2011年、眼帯ツケッパーズ、上杉家家臣）
- BTOOOM!（2012年、吉岡 清志郎）
- ブラック・ブレット（2014年、秘書）

### 劇場アニメ
- ヱヴァンゲリヲン新劇場版:Q（2012年、無線・アナウンス）
- グッバイ、ドン・グリーズ!（2022年、消防士）

### Webアニメ
- ゼロメディカル「どうする？ホームページ… "歯科医編"」（宮下先輩）
- ネット社会の歩き方

### 吹き替え

#### 実写
- パージ（アルバート）
- マーロン（マーク）
- オーマイクムビ（チョ・ソンガプ）
- Versailles（コルベール）
- 男たちの挽歌 REBORN（カイ〈ワン・カイ〉）
- ウォーキングザエネミー　（クリーガー）
- ミッドナイトアサシンズ（ラウル）
- カウンターアタック 反撃（ル・ズーミン〈チウ・マンチェク〉）
- コードネーム・リクイデーター（ラビル）
- コールドマウンテン（ボジー）
- トゥーラビッツ（マイコン）
- アース・フォール JIU JITSU（ジェイク〈アラン・ムーシ〉[2]）
- アクト・オブ・バイオレンス（デクラン〈コール・ハウザー〉）
- 駅馬車（ハットフィールド〈ジョン・キャラダイン〉）※PDDVD版
- 億万長者になる方法（エバン）
- 女処刑人（トミー）
- 彼と私と両家の事情
- 黄色いリボン（フリント・コーヒル）※PDDVD版
- THE CROW 前・後編（ウィルフリード）
- TheDEAL（マーク、イアン）
- 紳士は金髪がお好き（マローン〈トミー・ヌーナン〉）※PDDVD版
- SPLINTERS（ピーターソン）
- スペーストレック（タナー）
- ソード・オブ・レジェンド 古剣奇譚（シエ・イー〈アーチー・カオ〉）
- ソードハンド‐剣の拳‐（クリム）
- ZONE OF THE DEAD（アルマゲドン）
- タイムマシン2013（ホイル）
- トレジャー・オブ・ムージン天空城の秘宝（ソン教授〈チェン・タイシェン〉）
- How to Rob a Bank（サイモン）
- ビームマシンで連れ戻せ テレポーテーション大作戦（カール）
- ヒトラー最終兵器（ストラッサー〈マイケル・マッケル〉）
- Fireball（ケイ）
- プリズナー・オブ・パワー 囚われの惑星（ルドルフ）
- ムカデ人間3（トム・シックス〈トム・シックス〉）
- ヨンガシ 変種増殖
- リオグランデの砦（ブーン〈ハリー・ケリー・ジュニア〉）※PDDVD版
- レッドナイト（兵士）
- ファーザー（ポール〈ルーファス・シーウェル〉[3]）

#### アニメ
- インスペクターガジェット（マッドヘイル）
- 海賊の行く手（ロイ）
- サミーと海の仲間たち（ビッグボス）
- フェ〜レンザイ -神さまの日常-（2023年、風邪を引いたタイジョウ）

### ゲーム
- Kingdom Come: Deliverance　（イストヴァン、アダム、メリカー）
- レイルウェイ エンパイア（ドン・ロレンゾ）
- キングオブライフ-King of Life-　（ナレーション、他）
- アトム：時空の果て（アラバスター）
- プロジェクト・ニンバス：CODE MIRAI（ドラゴンズアイ）
- テストドライブアンリミテッド2（マルコ）
- 地球防衛軍3 PORTABLE（実写パート ナレーション）
- デッドフォール アドベンチャーズ（クォーターメイン）
- ナイトクライ（ハリー、本部[4]）
- Shadow Tactics: Blades of the Shogun（ハヤト）
- イース6 オンライン〜ナピシュテムの匣〜（バスラム、ラドック）
- Atomic Heart (コンピュータゲーム) (P-3)
- ミステリーの歩き方（天地雄大[5]）

### ナレーション
- CAREER FORUM フロントライン
- 銀色の雨」予告編
- 地球防衛軍3 PORTABLE 実写版CM
- ニューギン
  - CR神音の森（コーイチ君）
  - CR眠狂四郎（眠狂四郎）
  - CR佐武と市捕物控（市）
- ホンダプリモ 地方CMナレーション

### ドラマCD
- 対決9「小野坂昌也vs緑川光～史記～楚漢の二人」（衛兵）
- 「Re:birth to Re:BORN」ZERO'SMAIL（兵士B）

### アプリ
- マージャンラン王 めざせ日本一（ケンイチ）

### PV
- 三井化学「社員教育ビデオ」（ナレーション、先生）